# Satellietvirus
Een satellietvirus is een virus waarvan het genoom een minimale grootte heeft.
Door de geringe genoomgrootte codeert het niet voor zijn eigen replicatie-apparaat. Voor zijn vermenigvuldiging is het volledig afhankelijk van een ander virus. 

## Voorbeeld
Het hepatitis D-virus (HDV) is een satellietvirus van het hepatitis B-virus (HBV). Het HDV codeert alleen voor zijn eigen nucleoproteïne en is volledig afhankelijk van het HBV voor zijn replicatie. Het HDV leent de oppervlaktestructuur van het HBV en repliceert mee met het HBV. Bij een co-infectie (= gelijktijdige infectie van HBV en HDV) verergert het HDV de symptomen van het HBV.